# Kai Jones
Kai Martinez Jones (ur. 19 stycznia 2001 w Nassau) – bahamski koszykarz, występujący na pozycji środkowego.
11 października 2023 został zwolniony przez Charlotte Hornets.

## Osiągnięcia
Stan na 29 października 2023, na podstawie
, o ile nie zaznaczono inaczej.
NCAA
- Uczestnik rozgrywek turnieju NCAA (2021)
- Mistrz turnieju konferencji Big 12 (2021)
- Najlepszy rezerwowy Big 12 (2021)
- Zaliczony do I składu:
  - najlepszych pierwszorocznych zawodników Academic All-Big 12 (2020)
  - turnieju Big 12 (2021)
  - All-Academic Big 12 (2021)
  - składu honorable mention All-Big 12 (2021)